# Aliens (computerspel)
Aliens is een computerspel dat in 1987 werd ontwikkeld Software Studios en werd uitgegeven door Electric Dreams Software voor verschillende homecomputers. Het spel is gebaseerd op de film uit 1986. De speler moet zes wezens op afstand besturen en door een complex van 255 kamers loodsen ten einde Alien Queen te vinden.